# Histoire coloniale de la Suisse

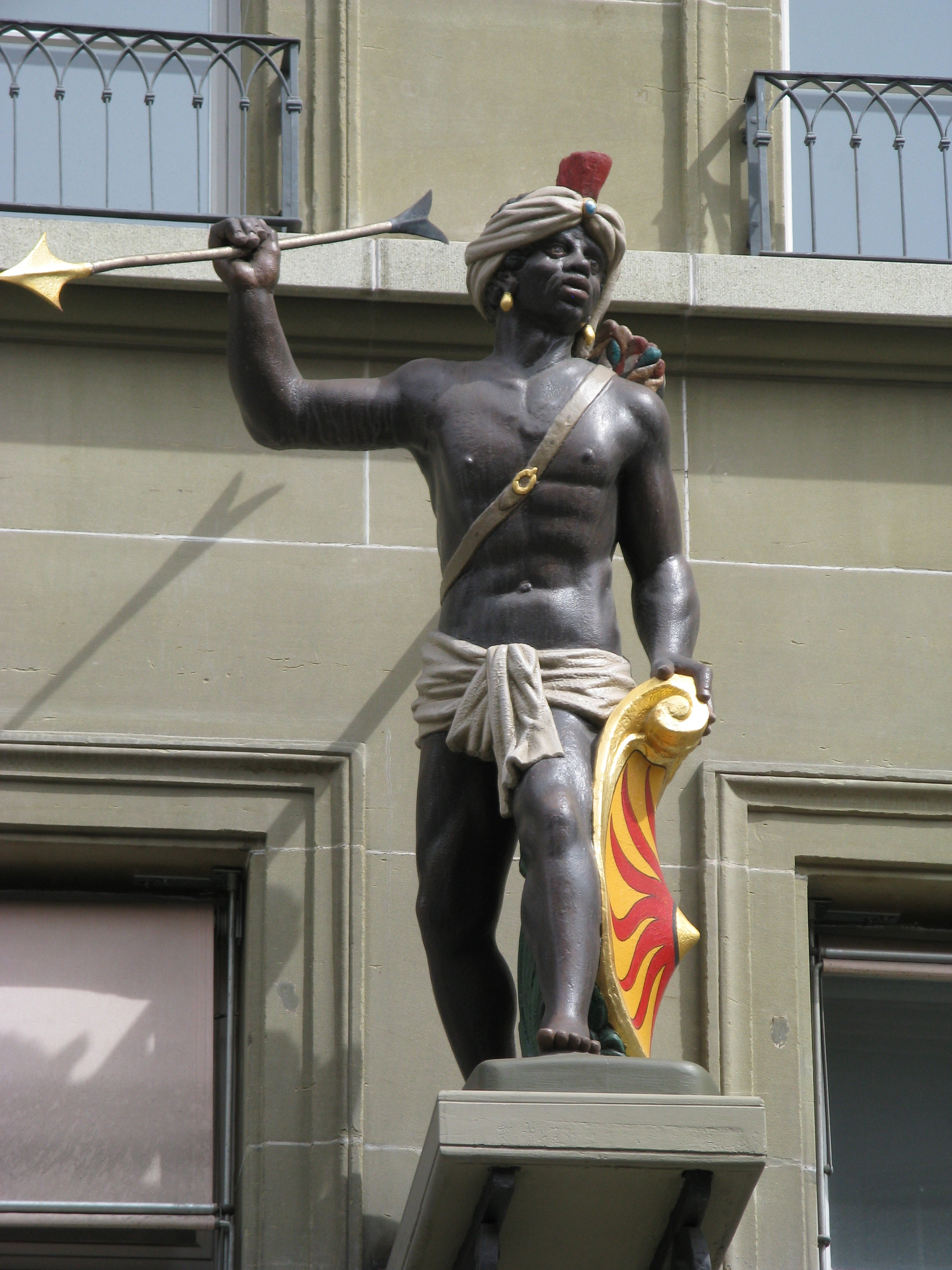
Statue caricaturale de Maure devant la maison de la à Berne ; entre 1719 et 1734, la guilde a investi d'importantes sommes d'argent dans la traite des esclaves africains.

L'histoire coloniale de la Suisse est la somme des héritages liés à la participation de la Suisse, des Suisses et des Suissesses au mouvement colonial dès le XVe siècle.
Si le pays n'a jamais possédé ses propres colonies, des marchands suisses ont participé au commerce des esclaves et des marchandises ou ont exploité des plantations sous la protection de puissances coloniales, des mercenaires suisses ont participé à la conquête et à la prise du pouvoir dans diverses colonies, et des chercheurs et scientifiques suisses ont participé à des expéditions coloniales. On parle alors d'un « colonialisme sans colonies ».

## Historiographie
Pendant longtemps, la participation helvétique aux entreprises coloniales est passée sous silence. Pays sans colonies avec une tradition humanitaire et une politique de neutralité, la Suisse apparaît comme un État hors du système impérial européen, un colonial outsider. Néanmoins, ce postulat est désormais questionné, comme le soulignent les historiens Olivier Meuwly et Dominique Dirlewanger.
Dès les années 1970, plusieurs travaux portant sur l'émigration des Suisses en Amérique latine, en Asie et dans une moindre mesure en Afrique, ainsi que sur l'expansion économique de la Suisse vers l'outre-mer, prouvent les relations extra-européennes de la Suisse au XIXe et XXe siècles. Il faut attendre néanmoins la fin du XXe siècle pour que plusieurs études mettent en lumière que la Suisse est impliquée dans l'entreprise coloniale européenne, mettant à mal son exceptionnalisme, car, dès les XVIIe et XVIIIe siècles, des aventuriers, émigrants, militaires, marchands, missionnaires, administrateurs et investisseurs suisses participent aux projets coloniaux des grandes puissances impériales. L'intérêt pour le passé de la Suisse et son implication dans les traites négrières, le système esclavagiste et l'économie des plantations débute ainsi dans les années 2000. La Suisse et l'esclavage des Noirs de Thomas David, Bouda Etemad et Janick Marina Schaufelbuehl marque un tournant en 2005, suivi par la thèse de doctorat de Claude Lützelschwab sur la Compagnie genevoise des colonies suisses ou l'étude de Béatrice Veyrassat sur les mercenaires suisses engagés par la Compagnie néerlandaise des Indes orientales.

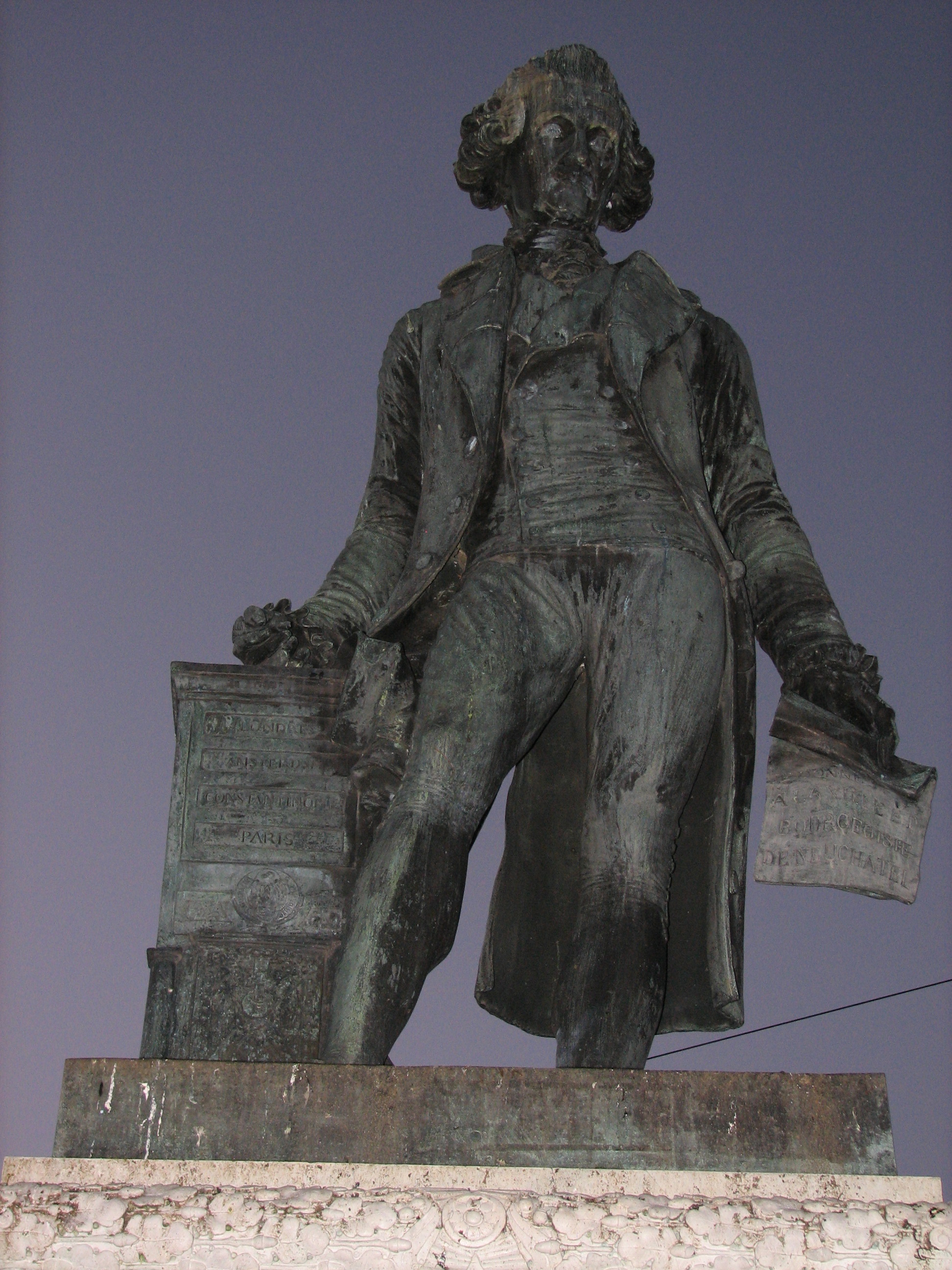
Statue de David de Pury qui a légué ses richesses acquises par le commerce d'esclaves à Neuchâtel ; elle suscite des polémiques.

Sous l'influence des études postcoloniales et de la transimperial history, une nouvelle perspective décentralisée émerge. Ce tournant postcolonial est initié par l'historien Patrick Harries (de) dans un article de 1998. Dans ses recherches sur les missionnaires présents dans le sud-ouest de l'Afrique, Harries démontre le rôle essentiel des missions dans la formation de l'identité nationale suisse. Face à une multitude de travaux sans véritable cadre théorique, les historiennes Patricia Purtschert, Francesca Falk et Barbara Lüthi proposent le concept de colonialism without colonies,. Les aspects socioculturels et la problématique des représentations sont abordés dans Colonial Switzerland, un recueil publié en 2015 sous la direction de Purtschert et Harald Fischer-Tiné.
Des études, qui entrent dans le champ de l'étude théorique postcoloniale, examinent également dans quelle mesure la prospérité suisse et l'émergence d'industries suisses clés, comme le chocolat, l'industrie pharmaceutique, le secteur bancaire ou le commerce des matières premières, sont liées à l'enchevêtrement colonial de la Suisse,,.
En 2020, il n'existe aucune traduction institutionnelle de ce champ de recherche, sous la forme d'un institut ou d'une chaire dédiée.
Dans un ouvrage de 2022, Fabio Rossinelli propose de remédier aux manquements méthodologiques et aux problèmes de définition rencontrés dans la plupart des travaux susmentionnés. Étudiant les sociétés géographiques suisses au XIXe siècle, l'historien choisit d'utiliser le terme d'impérialisme. Selon lui, produit bourgeois, l'impérialisme agit sur deux volets, matériel avec une domination pratique et immatériel avec une domination intellectuelle. Loin de le réduire à l'action étatique, Rossinelli considère que l'impérialisme suisse a non seulement des armes singulières – la politique de neutralité ou encore la diplomatie humanitaire – contrairement à la frappe militaire des empires coloniaux, mais se caractérise aussi par sa discrétion avec un État interventionniste mais jamais sur le devant de la scène.

## Contexte
Jusqu'à la fin de la Seconde Guerre mondiale, l'émigration est une composante essentielle de la démographie de la Suisse. Les arguments patriotiques, voire utopiques, incitent à constituer des colonies suisses dans des pays dont la plupart sont colonisés par les grandes puissances. Pour les uns, il s'agit de diffuser le christianisme et la civilisation ou de contribuer à l'expansion de la Suisse en créant des têtes de pont à l'étranger ; pour d'autres, c'est l'espoir de trouver une solution aux difficultés économiques et sociales vécues en Suisse.

## Historique

### Amérique du Nord
Au service de la Compagnie néerlandaise des Indes orientales, Jean-Pierre Pury (1675-1736) fonde Purrysburg en Caroline du Sud en 1731.
Au XIXe siècle, les États-Unis attirent la plupart des émigrants suisses qui fondent notamment Vevay dans l'Indiana en 1803, New Switzerland dans l'Illinois en 1831 et New Glarus dans le Wisconsin en 1845. Dans les années 1840, Johann August Sutter (1803-1880) fonde la Nouvelle-Helvétie en Californie avant son démantèlement par la ruée vers l'or. Par la suite, les colonies tessinoises se multiplient dans la région.
L'intégration des Suisses se fait grâce à des sociétés culturelles, patriotiques ou de bienfaisance, avec l'appui d'un important réseau consulaire.

### Amérique du Sud

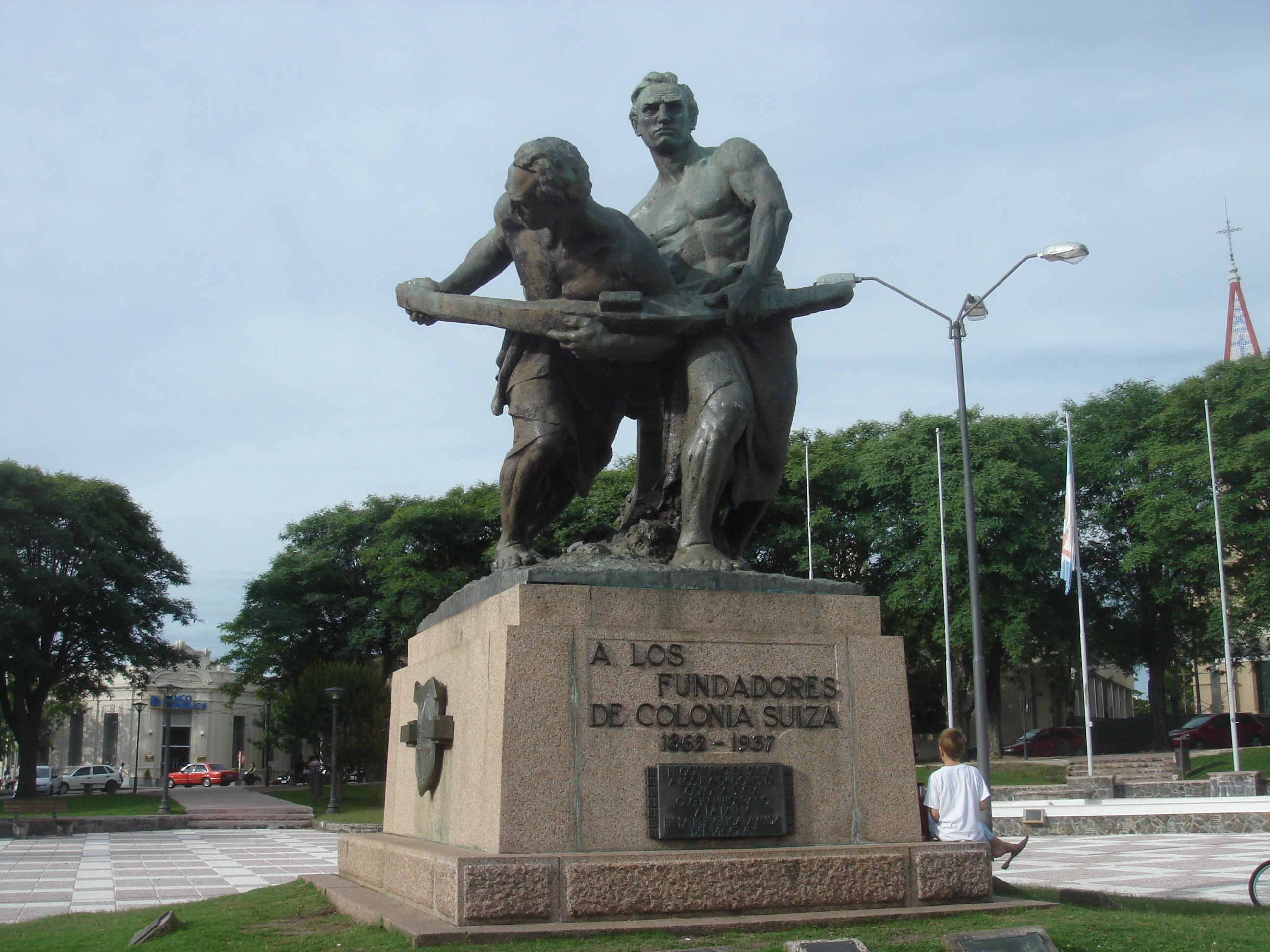
Monument aux fondateurs de Nueva Helvecia.

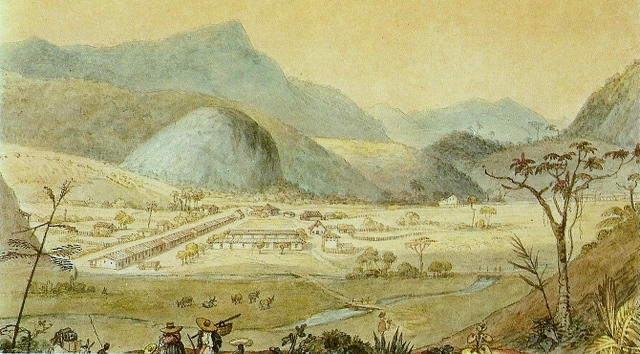
Une partie de la colonie suisse de Cantagalo (près de Nova Friburgo) en 1835.

Si des émigrants s'installent au Brésil et fondent Nova Friburgo en 1819, c'est en Argentine que les colonies suisses connaissent l'essor le plus considérable, notamment dans la province de Santa Fe de 1857 à 1890. Ces succès économiques favorisent en Uruguay la fondation de Nueva Helvecia en 1861 et de Nueva Berna en 1869. La mise en place d'un réseau de sociétés de tir, de chant ou de bienfaisance permet de maintenir des liens entre expatriés.

### Afrique

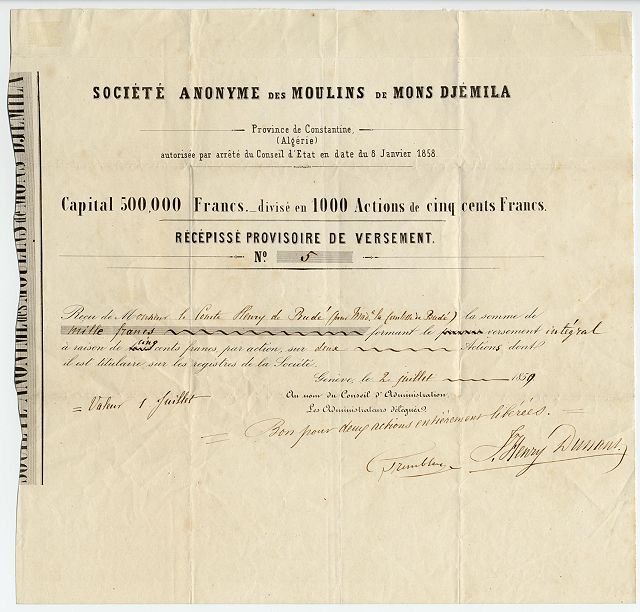
Action de la Société anonyme des moulins de Mons Djémila signée par Henry Dunant.

Dès les débuts de la conquête de l'Algérie par la France, des Suisses lancent des projets de colonisation et d'évangélisation qui aboutissent, comme à Sétif, par l'obtention d'une concession impériale de Napoléon III en faveur de la Compagnie genevoise des colonies suisses en 1853, permettant d'implanter dix villages avec un passage maritime gratuit pendant dix ans,. Le Genevois Henry Dunant (1828-1910) y tente sa chance à l'âge de 25 ans puis y fonde sans succès la Société anonyme des moulins de Mons Djémila. L'historien Claude Lützelschwab invoque « la coexistence forcée des colons et de la population indigène dans l'agriculture » pour expliquer les difficultés rencontrées par la colonie. En 1958, la compagnie fait l'objet d'une expropriation par le gouvernement français et les terres sont redistribuées aux Algériens.

### Asie
Des entrepreneurs privés créent un réseau d'implantations en Asie du Sud-Est, en achetant des terres pour établir des plantations ou en y envoyant des représentants pour négocier des matières premières.

### Autres régions

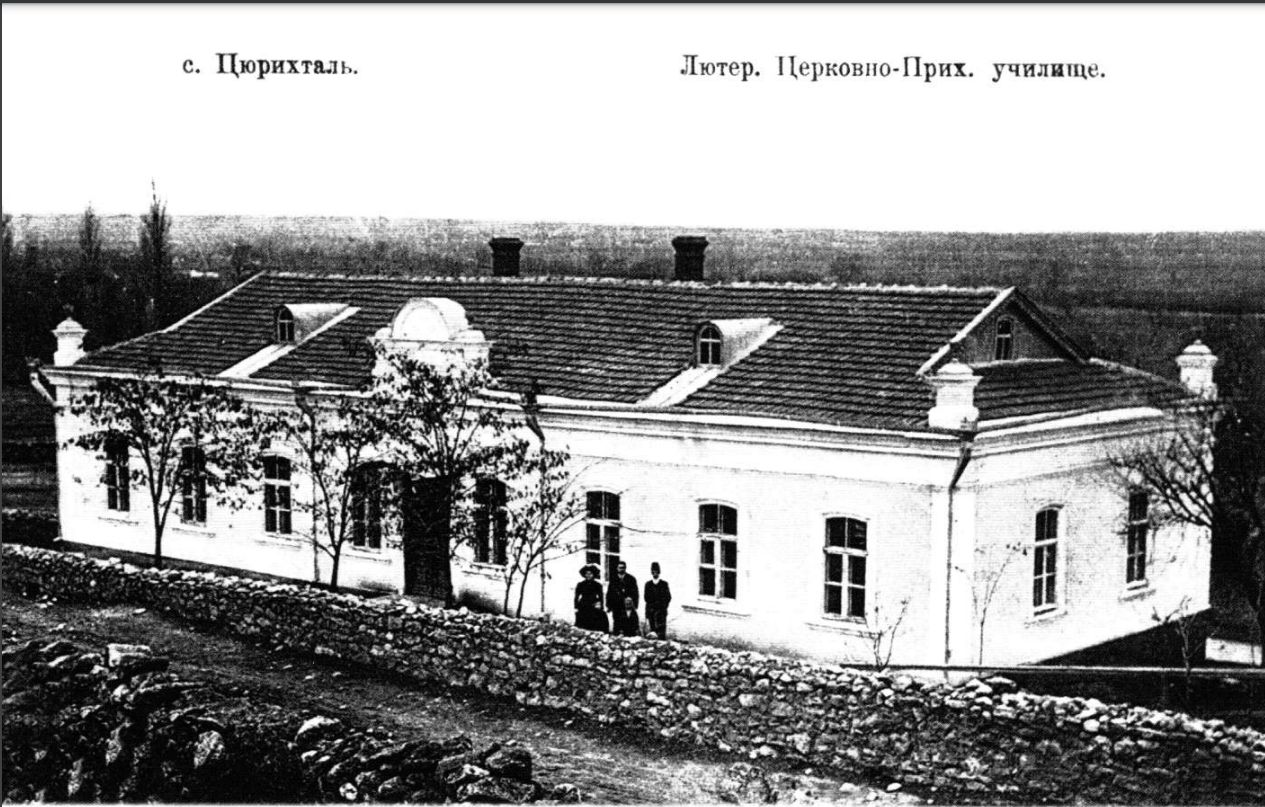
École paroissiale luthérienne de Zürichtal (1912).

Aux XVIIe et XVIIIe siècles, des colonies sont établies en Prusse-Orientale et dans la sierra Morena (Espagne). Au début du XIXe siècle, le tsar russe favorise l'implantation de colonies sur les bords de la mer Noire, avec Zürichtal (de) en 1803 et la colonie de Chabag en 1822.

## Rôle des acteurs économiques dans la colonisation
Si la Suisse ne prend pas part à la conférence de Berlin, « les réseaux économiques internationaux suisses [...] se sont en partie reconfigurés durant la période coloniale ».
Le commerce des indiennes a contribué au commerce triangulaire.
La force motrice derrière l'émergence d'un colonialisme aligné sur les intérêts économiques établis sont les Sociétés géographiques qui s'inspirent de sociétés similaires dans d'autres pays européens. Celle de Genève, quatorzième société géographique au monde, est fondée en 1858. D'autres associations privées sont ensuite fondées à Berne (1873), Saint-Gall (1878), Herisau (1881), Aarau (1884), Neuchâtel (1885) et Zurich (1897). Certaines exercent leur activité commerciale en leur nom propre, comme la Société géographique et commerciale de Suisse centrale (Aarau) ou la Société géographique et commerciale de Saint-Gall. Leurs orientations économiques varient car, alors que les sociétés de Genève et Berne sont davantage enclines à élargir les connaissances géographiques théoriques, celle de Saint-Gall est reconnue pour ses « activités de grande envergure et très importantes pour les exportations suisses » ; elle « fournissait également volontiers des informations sur la situation dans les pays lointains aux sociétés commerciales du reste de la Suisse, qui n'appartenaient pas à sa région ». Ses membres sont des industriels, commerçants et banquiers. En 1881, ils forment une organisation faîtière suisse, l'Association des sociétés suisses de géographie.

## Rôle dans l'esclavage

### Commerce
Divers commerçants suisses et immigrants huguenots sont directement ou indirectement impliqués dans le commerce triangulaire en équipant leurs propres navires ou en participant financièrement à des navires négriers. L'industrie cotonnière suisse produit une part importante des tissus imprimés (indiennes), le troc le plus important pour la traite des esclaves,. Certains marchands et fabricants de tissus  s'installent à Nantes, le plus grand port négrier de France à l'époque, pour mieux mener leurs affaires. L'implication de la Suisse dans le commerce des esclaves commence relativement tard et dure environ un demi-siècle.

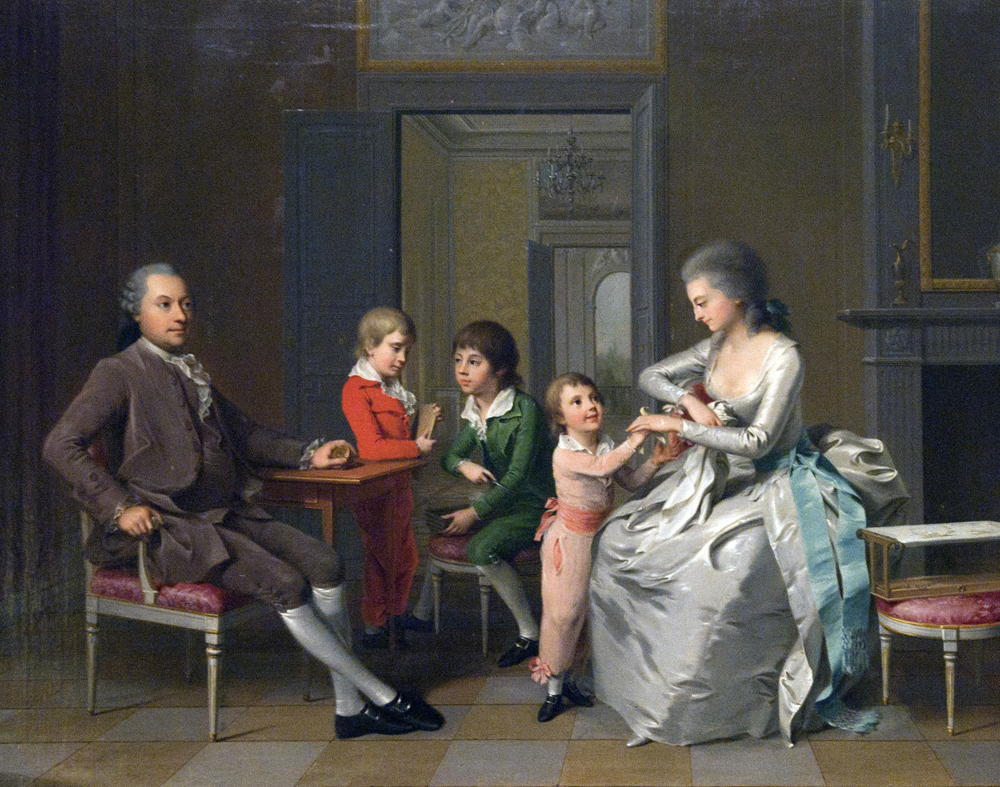
Jacques-Louis de Pourtalès et sa famille.

Entre 1773 et 1830, les marchands suisses participent à une centaine d'expéditions à partir des ports français, durant lesquelles environ 18 000 à 25 000 Africains sont déportés vers les Amériques. Si l'on inclut également les navires européens des entreprises à participation financière suisse, il y a plus de 172 000 personnes noires enlevées avec participation directe ou indirecte de Suisses. Si tous les commerçants engagés dans le commerce transatlantique ne réussissent pas, certaines des familles qui font de gros profits appartiennent encore à la classe moyenne à Genève, Neuchâtel ou Bâle. Parmi les acteurs importants du commerce transatlantique des esclaves et des marchandises figurent Isaak Faesch (de) (1687-1758) et la famille Burckhardt (en) à Bâle, ou encore David de Pury (1709-1786), Auguste-Frédéric de Meuron (de) (1789-1852) et Jacques-Louis de Pourtalès (1722-1814) à Neuchâtel.

### Possession
Un bon nombre de plantations appartenant à des Suisses, par exemple dans la colonie anglaise de Grenade ou au Suriname, sont gérées localement ou à distance par l'intermédiaire d'administrateurs embauchés. La culture du café, du sucre, du coton, du cacao ou encore du riz est effectuée par des esclaves, dont la résistance est écrasée par la force si nécessaire. Des groupes entiers de Suisses ont également émigré ensemble pour fonder de nouvelles colonies. En 1748, à la demande des Hollandais, dix familles bâloises et des émigrants rhénans allemands se rendent au Suriname pour y fonder des colonies près de l'Oranjepad (nl), une ligne défensive contre les marrons, dans le but de la renforcer. En plus des voyages payés, on promet des terres, des outils, des animaux et dix esclaves à chaque famille. Toutefois, les conditions locales sont apparemment plus défavorables que prévu : la colonie n'existe plus dès 1751, seuls onze des 93 immigrants étant encore en vie.

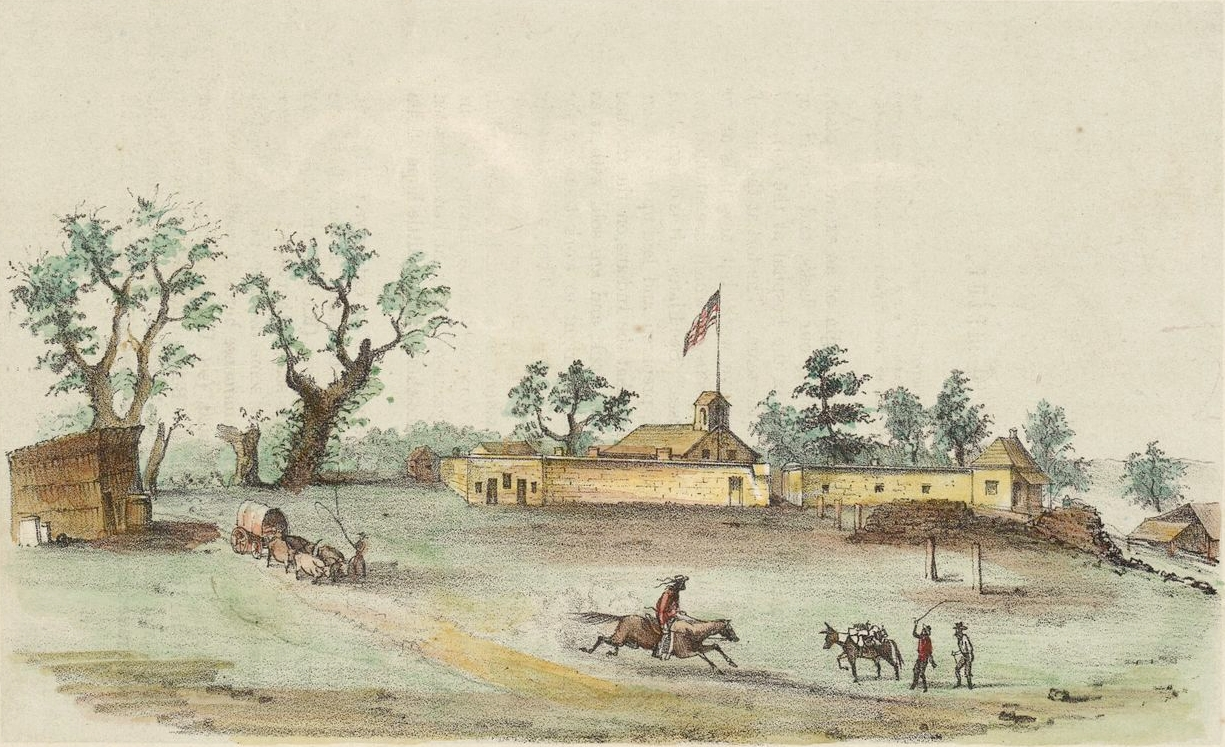
Gravure de Fort Sutter (Nouvelle-Helvétie) en 1849.

Il y avait aussi des émigrations collectives vers l'Amérique du Nord et le Brésil, où la possession d'esclaves était encore une pratique courante. Parmi les émigrants nord-américains se trouve le Suisse Johann August Sutter (1803-1880), longtemps idéalisé comme un pionnier modèle et fondateur héroïque de la colonie de la Nouvelle-Helvétie en Californie. En fait, le général autoproclamé est un homme d'affaires infructueux, frauduleux et sans scrupules qui engage des hommes et des femmes autochtones de Californie dans un système de travail forcé et trafique des enfants autochtones pour rembourser ses dettes. Parfois, jusqu'à un millier d'indigènes travaillent en Nouvelle-Helvétie ; ils sont forcés de travailler et de fournir des services sexuels sous la menace d'une arme et, selon des témoignages oculaires, sont détenus « comme des porcs ».
Les discussions en Suisse sur l'esclavage à l'étranger et la situation difficile des métayers au Brésil conduisent à deux motions parlementaires du conseiller national schaffhousois Wilhelm Joos (1821-1900) en 1864 dans le but de punir la traite négrière suisse. Bien que les grandes puissances européennes aient convenu d'interdire la traite des esclaves au congrès de Vienne en 1815, le Conseil fédéral ne prend aucune action à la suite des deux motions,.

## Mercenaires suisses au service colonial
Des mercenaires suisses se sont engagés dans diverses armées coloniales et ont aidé à faire respecter et à maintenir l'ordre colonial et à réprimer les soulèvements.

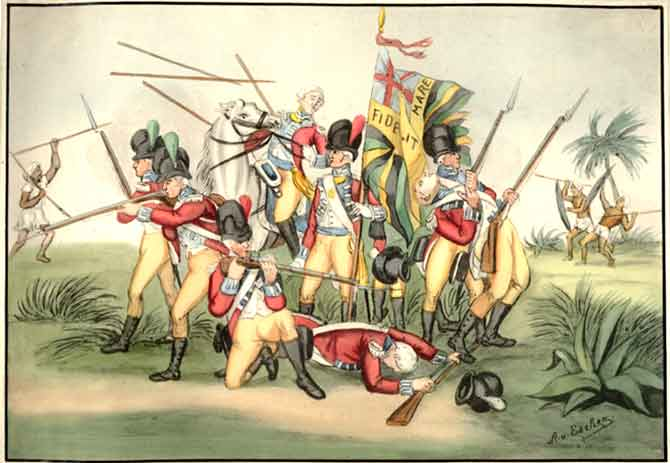
Régiment de Meuron en Inde en 1800.

Cinq compagnies avec plus de 500 mercenaires sont recrutées par le Bâlois Luke Schaub (1690-1758) en Suisse et en Allemagne pour la Compagnie britannique des Indes orientales dans les années 1750 afin de lutter contre la population indienne locale. Le Vaudois Louis-Henri Fourgeoud (de) (1708-1779) mène des actions militaires punitives contre les esclaves en fuite dans les colonies hollandaises de Berbice (actuel Guyana) et du Suriname, en 1763 et 1773 respectivement. Les troupes suisses, connues sous le nom de demi-brigades, servent Napoléon lors de l'expédition à Saint-Domingue (actuelle Haïti) contre le détachement de la colonie de la France et pour la réintroduction de l'esclavage.
Entre 1848 et 1914, environ 7 680 mercenaires suisses, comme Louis Wyrsch, servent dans la Compagnie néerlandaise des Indes orientales et contribuent au maintien de l'ordre colonial, notamment à Java et pendant la guerre d'Aceh dans le nord de Sumatra.

### Suisses au Congo
En 1877, afin de soutenir l'action du roi Léopold II de Belgique, le Comité national suisse pour l'exploration et la civilisation de l'Afrique centrale est fondé. L’objectif est la création d’hôpitaux ainsi que de stations scientifiques et pour la promotion de la paix. Friedrich Müllhaupt (de) et d'autres membres des sociétés géographiques veulent discuter de la question de savoir si la Suisse devait établir ses propres bases en Afrique centrale, mais se déclarent finalement en faveur d'une coopération coloniale avec la Belgique, en raison de la neutralité de la Suisse envers les grandes puissances européennes. À cet effet, la revue L'Afrique explorée et civilisée est publiée à Genève de 1879 à 1894.
Les banques suisses financent l'expansion belge avec un prêt de 150 millions de francs. En 1889, la Suisse signe un traité d'amitié, de colonisation et de commerce avec l'État indépendant du Congo. Il réglemente également les conditions dans lesquelles les citoyens suisses sont autorisés à participer à la sécurité civile au Congo. Au total, quinze Suisses servent dans l'armée coloniale privée (de) du roi à différents moments entre 1896 et 1908, tout comme plusieurs fonctionnaires. De la seule ville de La Chaux-de-Fonds, 19 fonctionnaires se mettent au service de la Belgique, dont Marc-Edmond Dailledouce (1875–?) et Robert-André Steiger (1885–1971), un futur employé de Maggi. Par ses écrits, le Genevois Gustave Moynier contribue à la reconnaissance du Congo par les puissances coloniales européennes lors de la conférence de Berlin.

### Guerres coloniales françaises
Entre 1831 et 1962, un total d'environ 15 000 à 30 000 Suisses se mettent au service des missions coloniales de la France. Certains figurent parmi les nombreux étrangers ayant soutenu les Trois Glorieuses qui rejoignent la Légion étrangère en 1831 et combattent sous le commandement de Christoph Anton Stoffel (de) lors de la conquête de l'Algérie (1831) ou, par exemple, lors de l'expédition du Mexique (1861-1867). Là, un certain Stoecklin opère dans la région de Veracruz comme chef d’un groupe de guérilla conservateur qui traque les partisans de la république du président libéral Benito Juárez. Les Suisses sont également impliqués en Afrique du Nord et de l'Ouest, à Formose (1884), en Indochine (1946) et à Madagascar (1947).

## Évangélisation

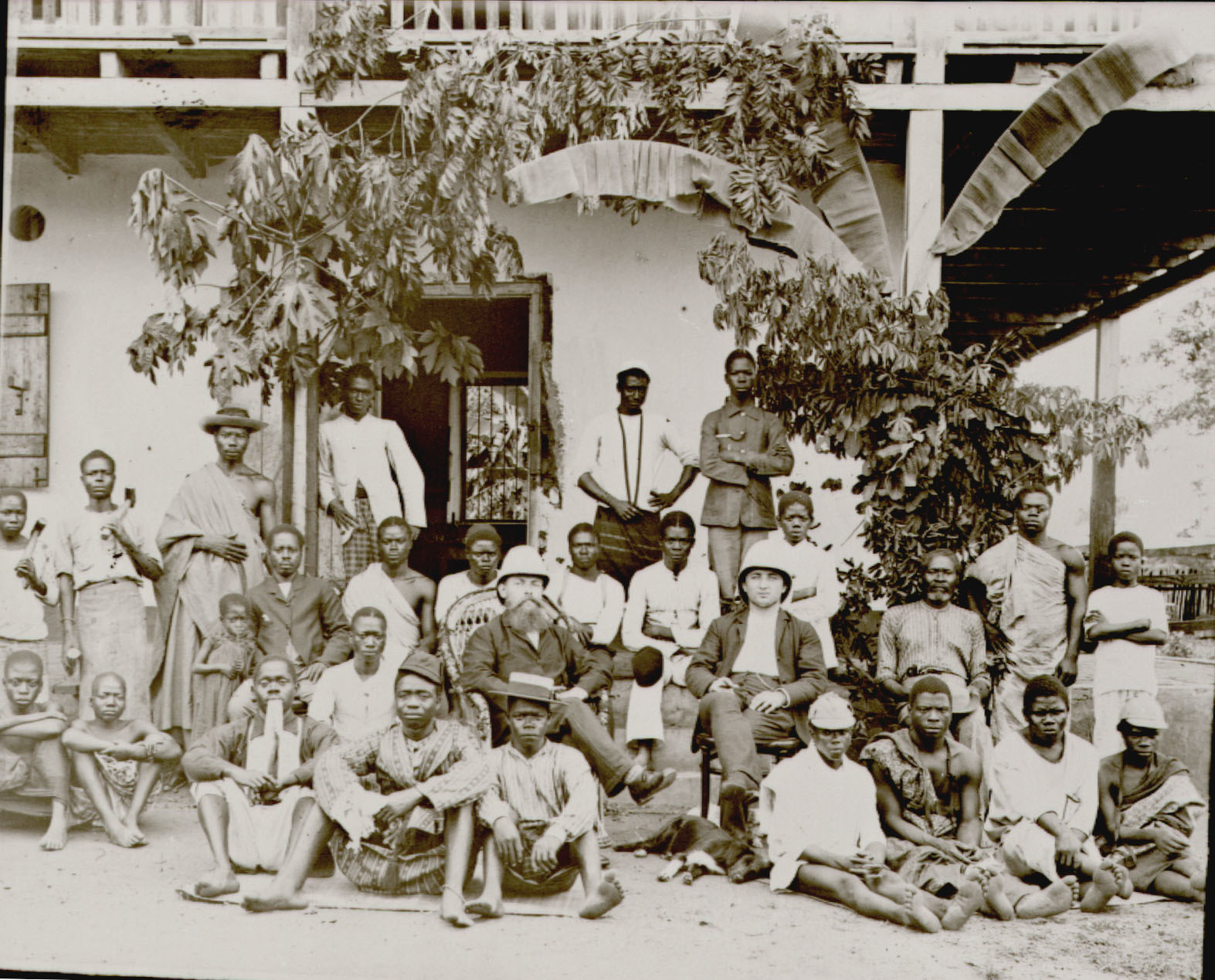
École de la Mission de Bâle au Ghana dans les années 1880.

Les puissances coloniales sont heureuses d'utiliser le travail des missionnaires chrétiens pour justifier leurs conquêtes. La Société évangélique des missions de Bâle (Mission de Bâle) est active au Liberia, dans la Côte-de-l'Or britannique (actuel Ghana), au Cameroun français, britannique et allemand, dans le sud de l'Inde, en Chine et aux Indes orientales néerlandaises (actuelle Indonésie), entre autres, afin d'y diffuser les enseignements chrétiens. Lors de son implication dans la Côte-de-l'Or à partir de 1827, elle s'oppose expressément à la traite des esclaves. Il en résulte des conflits entre la maison mère bâloise et les salariés locaux qui défendent le système des esclaves domestiques comme une forme de structure traditionnelle d'approvisionnement des grandes familles. L'interdiction radicale de l'esclavage conduit donc à l'expulsion de nombreux catéchistes locaux qui refusent de libérer leurs esclaves.
Au cours de leurs visites, les missionnaires, médecins missionnaires, enseignants et marchands de la Mission de Bâle collectent de grandes quantités d'objets culturels et religieux, qu'ils achètent, troquent, reçoivent en cadeau ou reçoivent des nouveaux convertis comme preuve de la renonciation à leur religion non chrétienne. 10 000 objets de cette collection sont donnés au musée des cultures de Bâle en tant que prêt permanent en 1981 et forment la base de son inventaire. Afin d'empêcher la destruction et l'incendie d'objets « païens » par les missionnaires locaux, la Mission de Bâle publie en 1911 des instructions pour leurs missionnaires au Cameroun allemand sur leur collecte systématique, la recherche et la rédaction de rapports.

## Recherche et sciences
Divers chercheurs et scientifiques suisses profitent de l'expansion coloniale et, avec leurs travaux géographiques, botaniques et ethnologiques, jettent les bases d'une colonisation plus poussée et de la consolidation des idées racialisées sur l'infériorité du colonisé, qui trouvent également leur place dans la culture quotidienne. Ils rapportent de leurs voyages de nombreux objets ethnographiques, botaniques et zoologiques, visibles de nos jours dans divers musées suisses.
Le Zurichois Johann Jakob Scheuchzer (1672-1733) théorise les effets négatifs des tropiques sur le tempérament des peuples, alors qu'Oswald Heer (1809-1883) forge l'idée « que la nature et les peuples tropicaux contemporains représentaient des étapes plus anciennes, primitives de l'évolution géologique et culturelle ». Le botaniste zurichois Hans Schinz (1858-1941) établit sa carrière scientifique en tant que directeur du jardin botanique de l'université de Zurich, fondateur du musée botanique et professeur à l'université avec un travail fondamental sur la colonie allemande du Sud-Ouest africain (actuelle Namibie). Rudolf Martin (de) (1864-1925) puis Otto Schlaginhaufen (de) (1879-1973), premier et second titulaires de la chaire d'anthropologie physique de l'Université de Zurich, ouverte en 1899 et « qui influencera la science raciale partout dans le monde », mettent au point puis appliquent en Nouvelle-Guinée allemande des techniques de mesure des corps.
Carl Passavant (de) (1855-1887) se rend au Cameroun et rapporte divers objets pour les musées bâlois. Albert Monard (1886–1952) de La Chaux-de-Fonds acquiert les collections du Bois du Petit-Château principalement dans les colonies portugaises, les actuelles Angola et Guinée-Bissau. La collection de Pierre Jean Édouard Desor (1811-1872) issue de ses expéditions en Afrique du Nord favorise la création des musées neuchâtelois. Le marchand bernois Ernst Barth vend et lègue des objets ethnologiques de valeur qu'il rapporte de ses voyages en Afrique de l'Ouest (entre autres pour gérer des trafics d'armes). Les collections des cousins bâlois Fritz (1859-1942) et Paul Benedict Sarasin (1856-1929), issues de leurs voyages dans les années 1890 dans les colonies hollandaises de Ceylan (actuel Sri Lanka) et des Célèbes, affluent au musée d'histoire naturelle de Bâle, et leurs recherches façonnent la Suisse et les débats européens sur le monde colonial. En 2025, une centaine d'objets béninois sont découverts dans les musées suisses, dont environ la moitié provenant d'un raid britannique sur le palais royal de Benin City en 1897. Des discussions sur le traitement de ces collections et sur les questions de restitution sont en cours dans de nombreux musées suisses.

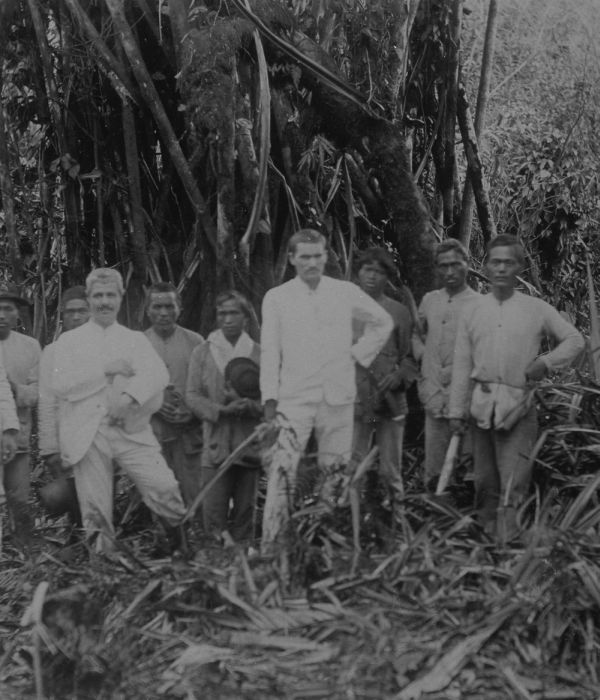
Fritz et Paul Benedict Sarasin durant leur expédition aux Célèbes.

Les récits de voyage et le matériel illustratif des colonies jettent des bases importantes pour la recherche raciale pseudo-scientifique, qui vise à prouver l'infériorité naturelle des colonisés et à justifier leur asservissement. D'importants représentants de ces théories raciales avec une exposition internationale sont le pasteur zurichois Johann Kaspar Lavater (1741-1801), l'homme politique bernois Charles-Louis de Haller (1768-1854), le naturaliste fribourgeois Louis Agassiz (1807-1873), le naturaliste et recteur de l'Université de Genève Carl Vogt (1817-1895), le naturaliste genevois Henri de Saussure (1829-1905) et le psychiatre et neurologue vaudois Auguste Forel (1848-1931).

## Attitude officielle

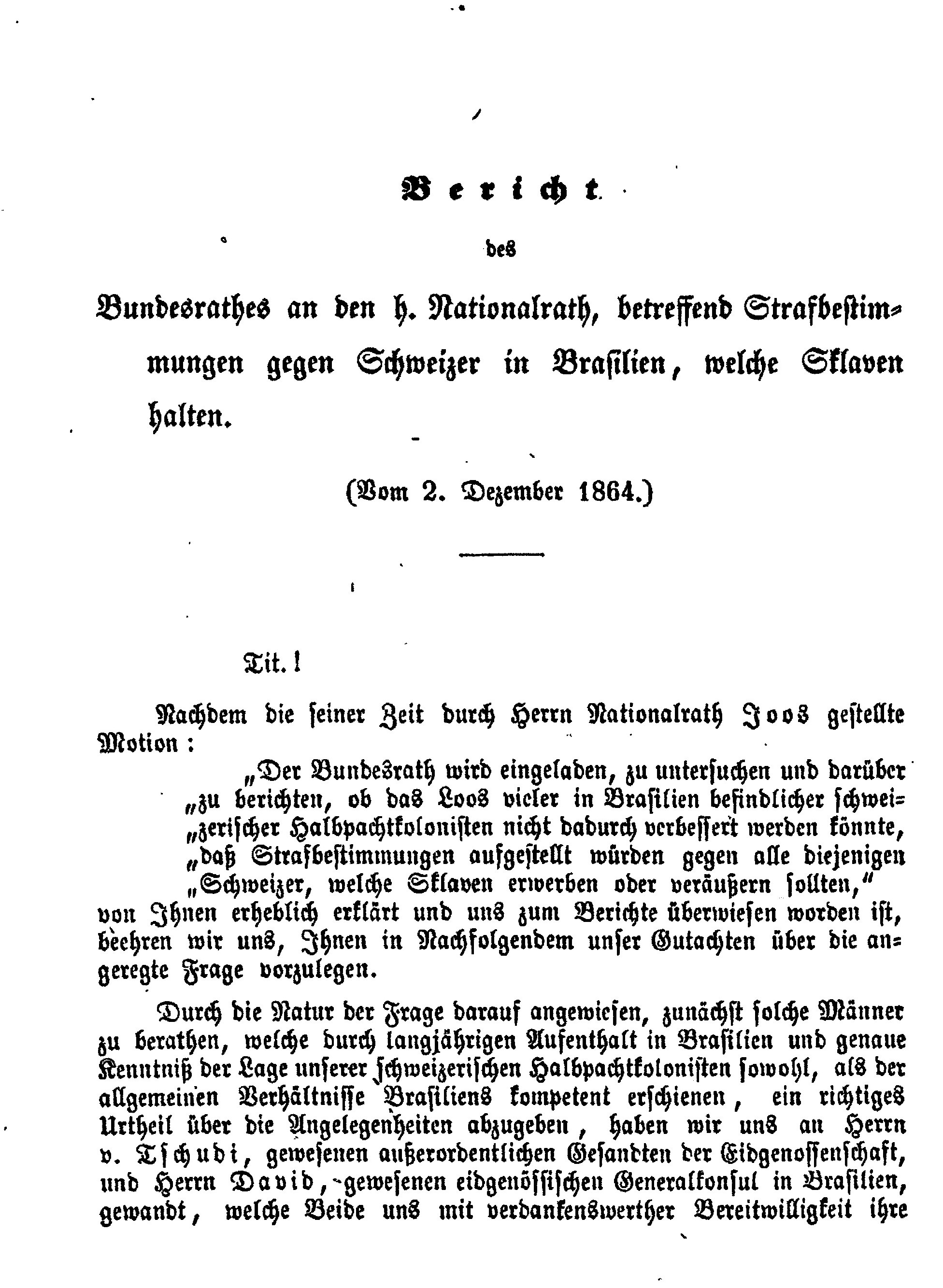
Première page du rapport du Conseil fédéral sur l'esclavage (2 décembre 1864).

La Suisse est le dernier pays européen dont le gouvernement est encore pro-esclavagiste en 1864. Des rapports sur les conditions de vie misérables des émigrants suisses au Brésil et le soulèvement d'Ibicaba (de) en 1856 conduisent la Confédération suisse à déléguer en 1860 le chercheur et expert de l'Amérique du Sud, Johann Jakob von Tschudi (1818-1889), comme envoyé spécial pour évaluer la situation des colons. Compte tenu des restrictions à la traite internationale des esclaves, les propriétaires terriens brésiliens avaient introduit le système dit de la parceria (métayage) comme alternative au travail des esclaves, avec lequel les colons immigrés sont exploités à la place des esclaves.
En 1863 et 1864, le conseiller national schaffhousois Wilhelm Joos (1821-1900) exige que l'achat et la vente d'esclaves soient punissables. Sur la base du rapport de Tschudi, le Conseil fédéral juge que les esclaves sont « le moyen le plus avantageux et le plus convenable d'avoir des aides sûrs et méritant toute confiance » et que renoncer aux esclaves n'est pas raisonnable pour les propriétaires,,.
La Suisse est divisée sur la question de la guerre de Sécession (1861-1865) : il y a une forte sympathie pour Abraham Lincoln et les États nordistes, mais les cercles catholiques-conservateurs et libéraux défendent l'esclavage et soutiennent les États sudistes.
En 2001, au terme de la conférence de Durban, la position officielle du gouvernement est la suivante : « la Suisse n'a été ni une puissance coloniale, ni a participé à l'esclavage ».

## Imaginaire colonial
Les représentations des populations extra-européennes circulent largement en Suisse durant la période coloniale, et suscite des stéréotypes racistes, notamment dans des traditions comme le carnaval, dans les médias et les manuels scolaires, ou des jeux destinés aux enfants vendus par des grandes groupes industriels suisses.
Des villages nègres et des zoos humains sont notamment organisés à Zurich, Lausanne et Genève, notamment lors de l'Exposition nationale suisse de 1896 avec des figurants venus d'Afrique de l'Ouest.

## Postérité

### Prise de conscience politique et de la société civile
À partir de 2003, divers parlementaires mettent en cause l'« amnésie coloniale » officielle et appellent le Conseil fédéral à soutenir de nouvelles recherches et à développer des réflexions sur la question de l'indemnisation. La réponse de ce dernier est que la Suisse en tant qu'État n'est pas impliquée dans l'exploitation coloniale et considère son rôle comme un médiateur entre les anciennes colonies et les puissances coloniales. Les cantons et les communes, en revanche, vont plus loin et font rédiger des rapports sur leur implication dans le commerce triangulaire et sur le rôle d'importants représentants locaux, par exemple à Zurich et Neuchâtel.

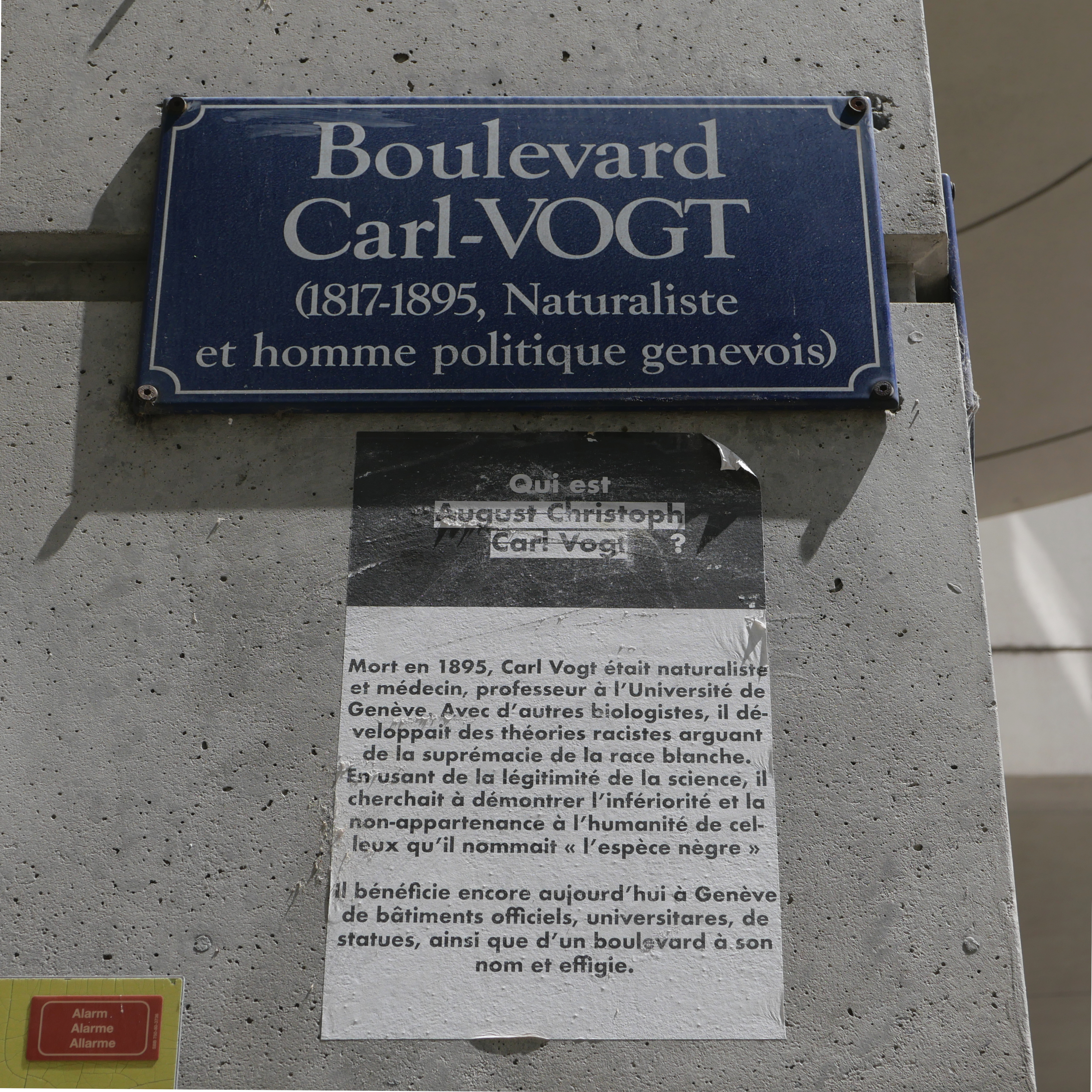
Boulevard Carl-Vogt à Genève : plaque et affiche sur les théories racistes de Carl Vogt.

Le mouvement Black Lives Matter pointe aussi du doigt le passé colonial du pays, notamment à travers des personnalités auxquelles des hommages sont rendus, à l'exemple de David de Pury (1709-1786), dont la statue au centre de Neuchâtel fait débat, ou de Carl Vogt (1817-1895), dont un boulevard porte le nom à Genève. Si Nicolas Bancel estime que des explications historiques sont nécessaires, Mohamed Mahmoud Ould Mohamedou pointe la nécessité d'un débat public. À la suite d'une consultation, l'Université de Genève décide ainsi de changer le nom du bâtiment Uni Carl Vogt.
La problématique de la restitution des œuvres spoliées se pose également, notamment avec la motion du conseiller national argovien Cédric Wermuth en 2017 visant à rechercher sur le territoire les objets datant de l'époque coloniale et à les restituer à leur pays d'origine. Le cas d'une défense issue du sac de Benin City en 1897 et achetée dans les années 1940 est évoquée par le musée d'ethnographie de Genève, qui met en avant cette thématique dans son plan stratégique 2020-2024. Un projet collectif baptisé Initiative Bénin en Suisse est mené de 2021 à 2024 par huit musées, grâce au soutien de l'Office fédéral de la culture, avec un travail de recherche sur la provenance de leurs objets du royaume du Bénin, dont les bronzes, et un dialogue avec le Nigeria.

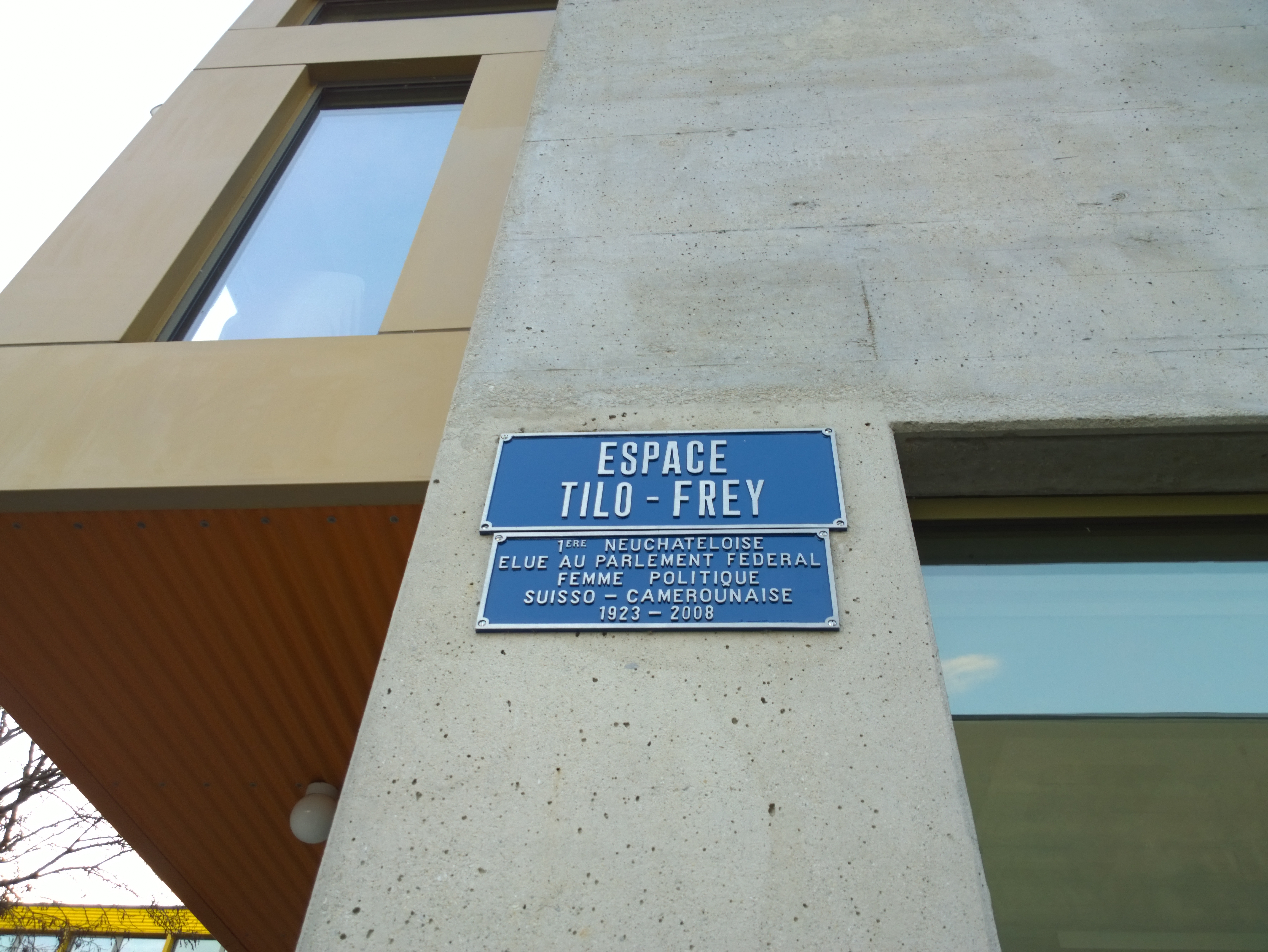
Plaque de l'espace Tilo-Frey à Neuchâtel.

En 2019, la ville de Neuchâtel rebaptise du nom de Tilo Frey (1923-2008), première femme noire conseillère nationale, un espace auparavant baptisé du nom du naturaliste fribourgeois Louis Agassiz (1807-1873).

### Arts et culture

#### Musées
En 2022, une exposition a lieu au musée d'Art et d'Histoire de Neuchâtel, durant laquelle la ville met en scène les biens acquis pendant la période coloniale par des marchands d'esclaves comme David de Pury (1709-1786). Une autre exposition, Helvécia : une histoire coloniale oubliée organisée au musée d'ethnographie de Genève, montre la collaboration entre la Suisse et les puissances coloniales à travers le cas de la colonie d'Helvécia au Brésil.
En 2024, plusieurs expositions traitant de l'histoire coloniale de la Suisse sont inaugurées. Le Musée national suisse présente l'exposition Colonialisme : une Suisse impliquée, qui offre pour la première fois une vue d'ensemble de l'histoire des liens coloniaux de la Suisse. Le musée d'ethnographie de Genève explore l'histoire de ses collections liées à l'ère coloniale avec Mémoires : Genève dans le monde colonial. Le museum Rietberg et le musée ethnographique de l'Université de Zurich mettent en lumière leurs collections provenant d'un contexte colonial dans le cadre de l'Initiative Bénin en Suisse.

#### Autres acteurs

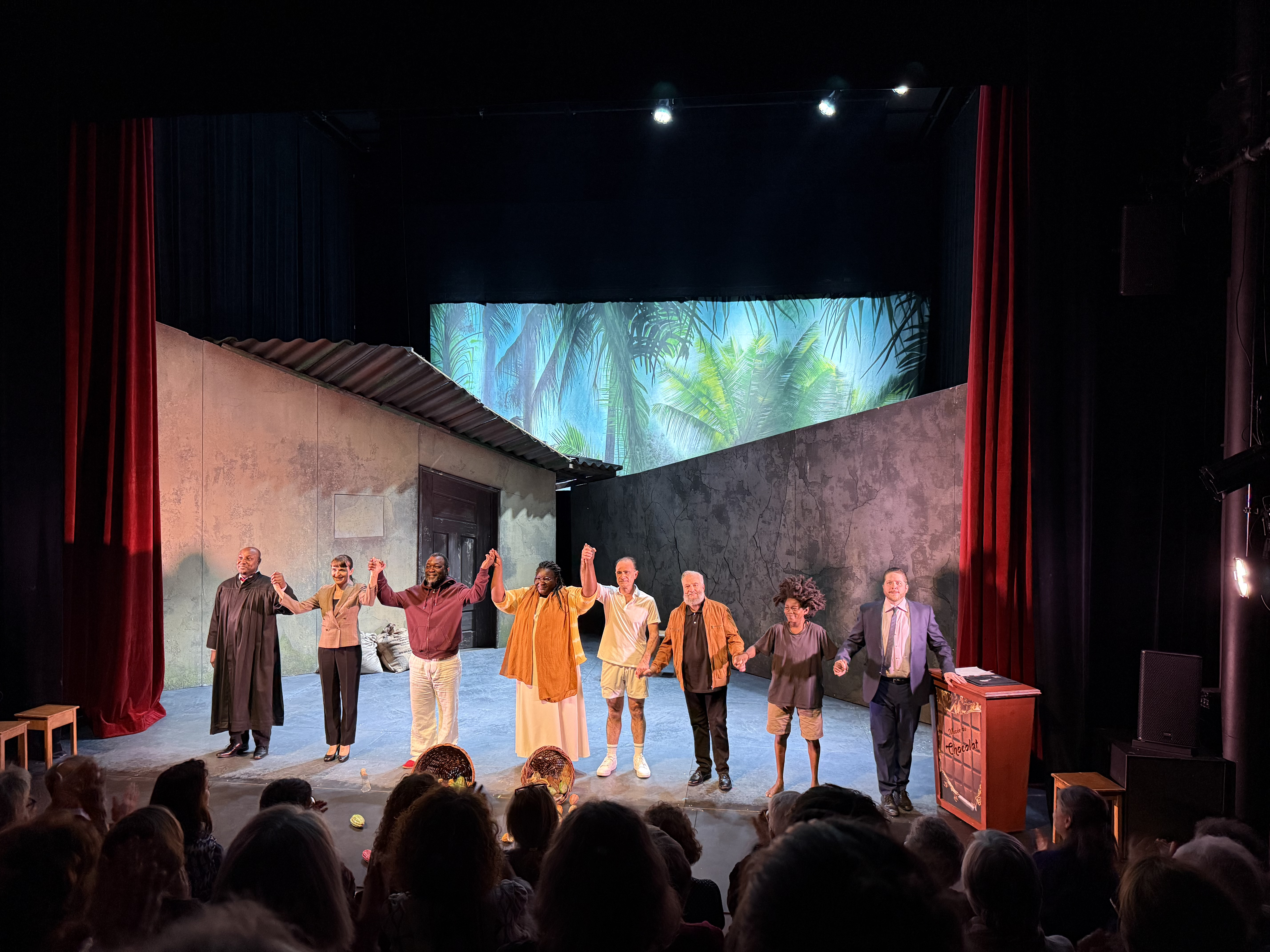
Représentation de CHOC ! La friandise des dieux avec Yaya Mbilé Bitang en mai 2025 à la Maison du Grütli à Genève.

En 2019, Stefano Boroni et Yann Karlen publient une bande dessinée, Capitão, qui évoque les souvenirs d'un ancien missionnaire désillusionné, inspirés notamment de la vie de Georges-Louis Liengme, actif au Mozambique. Elle est accompagnée d'une exposition, Derrière les cases de la mission, l'entreprise missionnaire romande en Afrique australe (1870-1970) à l'Espace Arlaud de Lausanne.
Une première édition du Festival Black Helvetia, sous le marrainage de Barbara Hendricks et Christiane Taubira, se tient dans plusieurs villes suisses du 29 septembre au 23 octobre 2022 avec plusieurs sujets centraux dont l'histoire coloniale de la Suisse.
En mai 2025, après une tournée suisse, la pièce CHOC ! Une friandise des dieux de Dominique Ziegler, qui retrace les liens entre l'histoire du chocolat suisse, l'esclavagisme et le commerce triangulaire est jouée à la Maison du Grütli à Genève.

#### Ouvrages

##### Français
- Donatella Bernardi, Noémie Étienne et Association Eternal Tour, Eternal Tour 2009 XZY : festival artistique & scientifique, 3-13 septembre 2009 : Neuchâtel, Val-de-Travers, La Chaux-de-Fonds, Le Locle, Hauterive, Gilles Attinger, 2009, 248 p. (ISBN 978-2-940418-10-7 et 2-940418-10-1, OCLC 717773360).
- Marie van Berchem, Anna Barseghian, Olivier Marboeuf, Noémi Michel, Uriel Orlow, Tabita Rezaire et Collectif Brasa, La Bateauthèque : vers des pratiques décloisonnantes, Genève, MetisPresses, 2021, 143 p. (ISBN 978-2-940563-96-8 et 2-940563-96-9, OCLC 1296602566).
- André Biéler (dir.), Suisse-Afrique du Sud : relations économiques et politiques, Genève, Éditions du CETIM, 1972, 457 p. (lire en ligne).
- Thomas David, Bouda Etemad et Janick Marina Schaufelbuehl, La Suisse et l'esclavage des Noirs, Lausanne, Société d'histoire de la Suisse romande, 2005, 183 p. (ISBN 2-940146-52-7 et 978-2-940146-52-9, OCLC 420491272).
- Monique Eckmann, Michèle Fleury et Anna Luchs, Racisme(s) et citoyenneté : un outil pour la réflexion et l'action, Genève/Zurich, IES/Fondation pour l'éducation à la tolérance, 2005, 419 p. (ISBN 2-88224-071-6 et 978-2-88224-071-2, OCLC 717996152).
- Hans Fässler (trad. de l'allemand par Claudine Layre), Une Suisse esclavagiste : voyage dans un pays au-dessus de tout soupçon, Paris, Éditions Duboiris, 2007, 296 p. (ISBN 978-2-916872-04-9 et 2-916872-04-3, OCLC 471018574).
- Marisa Fois, Héritages coloniaux : les Suisses d'Algérie, Zurich, Seismo, 2021, 184 p. (ISBN 978-2-88351-099-9 et 2-88351-099-7, OCLC 1258396669).
- Patrick Minder, « 24. La construction du colonisé dans une métropole sans empire : le cas de la Suisse (1880-1939) », dans Zoos humains, Paris, La Découverte, 2004 (ISBN 978-2-7071-4401-0, DOI 10.3917/dec.bance.2004.01.0227, lire en ligne), p. 227-234.
- Patrick Minder, La Suisse coloniale : les représentations de l'Afrique et des Africains en Suisse au temps des colonies (1880-1939), Berne, Peter Lang, 2011, 633 p. (ISBN 978-3-0352-0063-8, 3-0352-0063-7 et 1-299-42683-2, OCLC 814096624).
- Mohamed Mahmoud Mohamedou et Davide Rodogno, Temps, espaces et histoires : monuments et héritage raciste et colonial dans l'espace public genevois : état des lieux historique, Genève, Institut de hautes études internationales et du développement, 2022, 179 p. (ISBN 978-2-940600-32-8, lire en ligne).
- Martin Nicoulin, La genèse de Nova Friburgo : émigration et colonisation suisse au Brésil, 1817-1827, Fribourg, Éditions universitaires, 1988, 364 p. (ISBN 2-8271-0409-1 et 978-2-8271-0409-3, OCLC 77055062, lire en ligne).
- Olivier Pavillon, Gilbert Coutaz et Olivier Pétré-Grenouilleau, Des Suisses au cœur de la traite négrière : de Marseille à l'Île de France, d'Amsterdam aux Guyanes (1770-1840), Lausanne, Antipodes, 2017, 157 p. (ISBN 978-2-88901-130-8 et 2-88901-130-5, OCLC 1013911475).
- Fabio Rossinelli, Géographie et impérialisme : de la Suisse au Congo entre exploration géographique et conquête coloniale, Neuchâtel, Alphil, 2022, 747 p. (ISBN 978-2-88930-401-1 et 2-88930-401-9, OCLC 1302901927).
- Claude Savary, Gilles Labarthe et Musée d'ethnographie de la ville de Genève, Mémoires d'esclaves, Genève, Musée d'ethnographie, 1997, 167 p. (ISBN 2-88457-000-4 et 978-2-88457-000-8, OCLC 38990109).
- Béatrice Veyrassat, Histoire de la Suisse et des Suisses dans la marche du monde (XVIIe siècle : Première Guerre mondiale) : espaces, circulations, échanges, Neuchâtel, Alphil, 2018, 437 p. (ISBN 978-2-88950-019-2 et 2-88950-019-5, OCLC 1079358439).
- Collectif, Une Suisse exotique ? Regarder l'ailleurs en Suisse au siècle des Lumières, Bienne, Diaphanes, 2020 (ISBN 978-2-88928-073-5 et 2-88928-073-X, OCLC 1237966824).

##### Allemand
- (de) Hans Werner Debrunner, Schweizer im kolonialen Afrika, Bâle, Basler Afrika Bibliographien, 1991, 245 p. (ISBN 3-905141-51-5).
- (de) Hans Fässler, Reise in Schwarz-Weiss : Schweizer Ortstermine in Sachen Sklaverei, Zurich, Rotpunktverlag, 2005, 344 p. (ISBN 978-3-85869-303-7).
- (de) Peter Haenger, Sklaverei und Sklavenemanzipation an der Goldküste : ein Beitrag zum Verständnis von sozialen Abhängigkeitsbeziehungen in Westafrika, Bâle, Helbing & Lichtenhahn, 1997, 213 p. (ISBN 3-7190-1578-5).
- (de) Lea Haller, Transithandel : Geld- und Warenströme im globalen Kapitalismus, Berlin, Suhrkamp, 2019, 400 p. (ISBN 978-3-518-12731-5).
- (de) Patricia Purtschert, Barbara Lüthi et Francesca Falk, Postkoloniale Schweiz : Formen und Folgen eines Kolonialismus ohne Kolonien, Bielefeld, Transcript Verlag, 2012, 419 p. (ISBN 978-3-8376-1799-3, lire en ligne).
- (de) Patricia Purtschert, Kolonialität und Geschlecht im 20. Jahrhundert : eine Geschichte der weißen Schweiz, Bielefeld, Transkript, 2019 (ISBN 978-3-8394-4410-8), p. 31.
- (de) Bernhard C. Schär, Tropenliebe : Schweizer Naturforscher und niederländischer Imperialismus in Südostasien um 1900, Francfort-sur-le-Main, Campus, 2015, 375 p. (ISBN 978-3-593-50287-8, lire en ligne).
- (de) Niklaus Stettler, Peter Haenger et Robert Labhardt, Baumwolle, Sklaven und Kredite : die Basler Welthandelsfirma Christoph Burckhardt & Cie. in revolutionärer Zeit (1789-1815), Bâle, Christoph Merian Verlag, 2004, 246 p. (ISBN 3-85616-212-7).
- (de) Anja Suter, « Chemie zwischen Basel und Bombay: Schweizer Verflechtungen mit dem kolonialen und nachkolonialen Indien », Widerspruch (de), no 72,‎ 2018, p. 65-73 (ISSN 1420-0945).
- (de) Collectif, Mission possible? Die Sammlung der Basler Mission, Spiegel kultureller Begegnungen [Ausstellungskatalog des Museum der Kulturen anlässlich der gleichnamigen Ausstellung, 22. Mai 2015 - 4. Oktober 2015], Bâle, Christoph Merian Verlag, 2015, 239 p. (ISBN 978-3-85616-669-4).

##### Autres langues
- (en) Patricia Purtschert et Harald Fischer-Tiné, Colonial Switzerland : rethinking colonialism from the margins, Londres, Palgrave Macmillan, 2015, 323 p. (ISBN 978-1-137-44273-4, 1-137-44273-5 et 978-1-349-49520-7, OCLC 900031169).

#### Articles
- Rudolf von Albertini et Albert Wirz (trad. Walter Weideli), « Colonialisme » dans le Dictionnaire historique de la Suisse en ligne.
- Julie Eigenmann, « Oui, la Suisse a bien une histoire coloniale », Heidi.news,‎ 28 février 2023 (lire en ligne, consulté le 23 avril 2023).
- Bouda Etemad et Mathieu Humbert, « La Suisse est-elle soluble dans sa « postcolonialité » ? », Revue suisse d'histoire, vol. 64, no 2,‎ 2014, p. 279-291 (ISSN 0036-7834, lire en ligne, consulté le 7 février 2023).
- Bouda Etemad et Thomas David, « Un impérialisme suisse ? », Traverse, vol. 5, no 2,‎ 1998, p. 7-16 (ISSN 1420-4355, lire en ligne, consulté le 7 février 2023).
- (en) Éric Morier-Genoud, « Missions and Institutions: Henri-Philippe Junod, Anthropology, Human Rights and Academia between Africa and Switzerland, 1921-1966 », Schweizerische Zeitschrift für Religions- und Kulturgeschichte, no 105,‎ 2011, p. 193-219 (ISSN 2673-3641, lire en ligne, consulté le 30 avril 2023).
- (en) Patrick Harries (de), « Missionary Endeavor and the Politics of Identity in Switzerland », Le Fait Missionnaire, vol. 64, no 2,‎ 1998, p. 36-69 (ISSN 1420-2018).
- (en) Barbara Lüthi, Francesca Falk et Patricia Purtschert, « Switzerland and 'Colonialism without Colonies': Reflections on the Status of Colonial Outsiders », Interventions, vol. 18, no 2,‎ 2016, p. 286-302 (ISSN 1369-801X).
- Vincent Monnet et Anton Vos, « Dossier : colonisation, un passé qui passe mal », Campus,‎ juin-août 2008, p. 12-29 (lire en ligne, consulté le 26 octobre 2022).
- Jacques Pilet, « Ces Suisses que l'esclavage a enrichis », L'Illustré,‎ 29 juin 2020 (lire en ligne, consulté le 8 octobre 2022).
- « La Suisse coloniale », Le Temps,‎ 7 janvier 2021 (ISSN 1423-3967, lire en ligne, consulté le 8 octobre 2022).